# Nicolae Prelipceanu
Nicolae Prelipceanu (n. 10 august 1942, Suceava, România) este un poet și publicist român contemporan. 

## Biografie
S-a născut la Suceava, unde tatăl său, Vasile Prelipceanu, fusese repartizat ca judecător. A urmat liceul la Curtea de Argeș și a absolvit Facultatea de Litere a Universității Babeș-Bolyai din Cluj. A lucrat ca redactor la revista Tribuna din Cluj și la ziarul România liberă, unde a coordonat pagina culturală. A fost consilier de stat în guvernul Victor Ciorbea. În prezent este redactor-șef la revista Viața Românească. Este membru în structurile de conducere ale Uniunii Scriitorilor și membru în consiliul consultativ al revistei Steaua din Cluj.

## Volume publicate

### Poeme
A debutat în anul 1966 cu volumul Turnul înclinat. 
Dintre numeroasele volume de versuri, s-a bucurat de o foarte călduroasă primire critică selecția Ce-ai făcut în noaptea Sfântului Bartolomeu, Editura Eminescu, 1999, în care sunt adunate versuri din plachetele: 
- De neatins de neatins, 1978
- Jurnal de noapte, 1980
- Fericit prin corespondență, 1982
- Binemuritorul, 1996

### Proză
- Zece minute de nemurire (1983)
- Scara interioară (1987)
- Un teatru de altă natură, Editura Cartea Românească, București, 2006[2]

## Premii și distincții
Nicolae Prelipceanu a fost distins cu Premiul Asociației Scriitorilor din Cluj pentru vol. 13 iluzii (1971); Premiul pentru publicistică al Uniunii Scriitorilor (vol. Dialoguri fără Platon, 1976); Premiul pentru poezie al Uniunii Scriitorilor (vol. De neatins, de neatins, 1976 și Fericit prin corespondență, 1983); Premiul Asoc. Scriitorilor din Cluj pentru vol. de proză Tunelul norvegian (1980); Premiul Uniunii Scriitorilor pentru vol. Binemuritorul (1996).
În 2004 s-a aflat printre nominalizații Premiului Național de Poezie „Mihai Eminescu”, pe care juriul prezidat de Nicolae Manolescu l-a atribuit timișoreanului Șerban Foarță. În 2013 i se decernează Premiul Național de Poezie „Mihai Eminescu” - Opera Omnia.